# 목숨 걸고 턱걸이
목숨 걸고 턱걸이는 청소년 사이에서 유행하는 오락의 일종으로 고층 건물의 난간 등에서 아무런 안전 장비 없이 턱걸이를 하는 것이다. 일부 청소년들이 스릴을 즐기기 위해 행하는 이런 목숨 걸고 턱걸이는 고층 건물에서 추락의 위험성이 있다. 이런 행위는 따라하지 않아야 하고, 하고 싶으면 안전장비를 착용하고 허가를 받고 해야한다.
실제로 2010년 대한민국 전라북도 군산시에서 한 중학생이 7층에서 목숨 걸고 턱걸이를 하다가 추락사한 사건이 있었다. 이 학생을 다윈상 후보로 넣어주자고 했지만 나이제한 때문에 불가능했다. 그대신 서대전네거리역에서 승강기가 닫혀서 화가난 한 남성이 승강기의 문을 3번 들이박고 추락한 사건이 다윈상 1위를 차지했다